# Podvozek

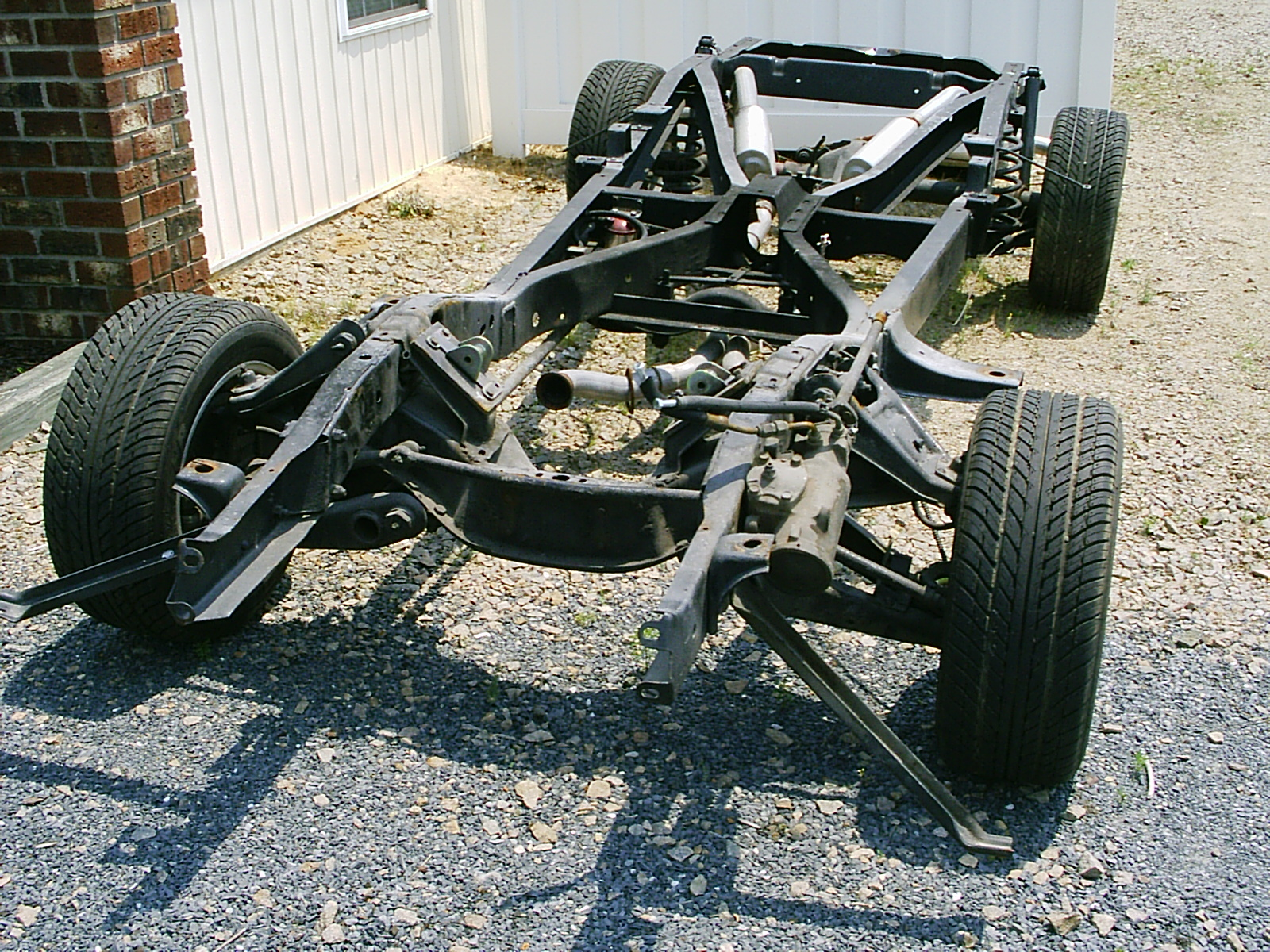
Podvozek automobilu včetně pérování a výfuku

Podvozek je součást dopravních prostředků, strojů a zařízení, které ke své funkci vyžadují pohyb po pevné, kapalné či sypké ploše. Součástmi podvozku jsou zpravidla kola zajišťující minimální třecí odpor stroje při jeho pohybu po pevné ploše, pružiny k zachycení nárazů a tlumič pro pohlcení energie těchto nárazů. U strojů určených k pohybu po povrchu pokrytém vrstvou sněhu, mohou být kola nahrazena lyžemi, u hydroplánů například plováky.
Konstrukce podvozků je závislá na typu stroje resp. dopravního prostředku i na povrchu, na němž se má pohybovat. Složitější podvozek větších strojů se může skládat z většího počtu samostatně konstruovaných jednodušších podvozků. Speciální vozidla (například tanky) určená pro provoz v extrémních klimatických a terénních podmínkách mohou být vybavena speciálními typy podvozků.

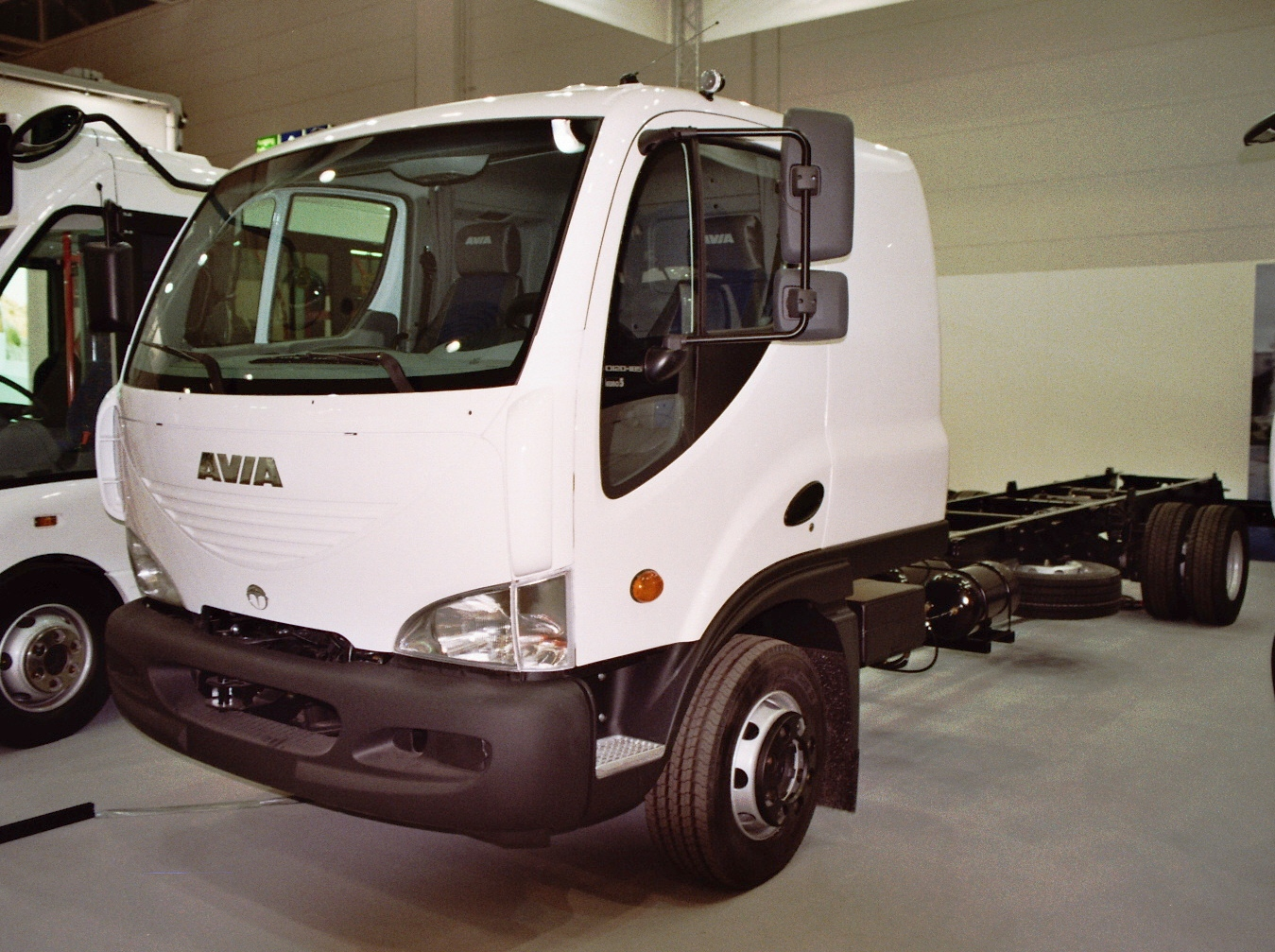
Podvozek nákladního automobilu s kabinou řidiče, bez nástavby

## Podvozek a nástavba
V automobilovém průmyslu je jako podvozek označován také nekompletní automobil, určený k dostavbě na některé specializované provedení. Výrobci nákladních automobilů často kompletují přímo ve výrobním závodě jen nejčastěji prodávané verze, typicky například valníky nebo sedlové tahače. Ostatní provedení, jako jsou skříňové automobily, sklápěče nebo autojeřáby, mohou dodávat specializované nástavbářské firmy. Výrobce potom dodává pojízdný podvozek s pohonnou jednotkou a kabinou řidiče, včetně konzolí pro připevnění nástavby a vývodů pro pomocné pohony. Nástavbář se může velice úzce specializovat na konkrétní typ nástaveb. Existují firmy, které dodávají například výhradně hasičské nástavby nebo jen montážní plošiny. Stejná nástavba tak může být nabízena na podvozcích různých výrobců, ale stejné nosnosti. V dobách před druhou světovou válkou byla koncepce nástaveb rozšířená i při výrobě osobních (a od nich odvozených, např. dodávkových) automobilů a autobusů. Známým karosářem a tvůrcem nástaveb byla vysokomýtská firma Sodomka (nyní Iveco Czech Republic).